# Шахинер, Четин
Четин Шахинер (тур. Çetin Şahiner, 8 августа 1934, Анкара — 3 августа 2017, Анкара) — турецкий легкоатлет, выступавший в барьерном беге и прыжках в высоту. Участвовал в летних Олимпийских играх 1960 и 1964 годов.

## Биография
Родился 8 августа 1934 года в турецком городе Анкара.
В 1954—1967 годах 167 раз представлял Турцию на международных турнирах по лёгкой атлетике. 16 раз становился чемпионом страны в беге на 100 метров с барьерами, прыжках в высоту и десятиборье.
В 1958 году стал первым турецким прыгуном в высоту, взявшим двухметровую планку.
В 1960 году вошёл в состав сборной Турции на летних Олимпийских играх в Риме. В беге на 110 метров с барьерами не смог преодолеть четвертьфинальный раунд, заняв 6-е место среди 6 участников забега с результатом 15,75 секунды. Он отстал на 85 сотых от пробившегося в полуфинал с 4-го места Марселя Дуриеза из Франции. В прыжках в высоту не смог преодолеть начальную высоту 1,90 метра и после трёх неудачных попыток выбыл из борьбы.
В 1964 году вошёл в состав сборной Турции на летних Олимпийских играх в Токио. В беге на 110 метров не смог преодолеть четвертьфинальный раунд, заняв 6-е место среди 7 участников забега с результатом 15,1 секунды. Он отстал на 8 десятых от вышедшего в полуфинал с 3-го места Бо Эрика Форссандера из Швеции. Был знаменосцем сборной Турции на церемонии открытия Олимпиады.
В 1968 году завершил спортивную карьеру. Работал в региональном спортивном управлении в Анкаре.
Умер 3 августа 2017 года в Анкаре. Похоронен на Каршиякском кладбище в Анкаре.

## Личные рекорды
- Бег на 110 метров с барьерами — 14,5 (1963)
- Прыжки в высоту — 2,02 (1958)